# Язель (посёлок)
Язель — посёлок в Сыктывдинском районе Республики Коми в составе сельского поселения Часово.

## География
Расположен на левобережье Вычегды на расстоянии примерно 36 км по прямой от районного центра села Выльгорт на север у одноимённой станции на железнодорожной ветке Микунь — Сыктывкар.

## Население
Постоянное население составляло 108 человек (русские 62 %) в 2002 году, 112 — в 2010.